# Emidio Taliani
Emidio Taliani (ur. 19 kwietnia 1838 w Montegallo, zm. 24 sierpnia 1907 tamże) – włoski duchowny katolicki, dyplomata watykański, kardynał.

## Życiorys
Na kapłana został wyświęcony 20 października 1861. Studia w Rzymie uwieńczył doktoratami teologii i obojga praw, przez jakiś czas był sekretarzem kardynała Carlo Sacconiego, następnie praktykował w służbie dyplomatycznej Watykanu w nuncjaturach w Bawarii (pełnił funkcję chargé d'affaires) i Francji. Od 1880 był referendarzem w trybunale Sygnatury Apostolskiej, od 1885 audytorem Roty Rzymskiej. Wykonywał też obowiązki wikariusza kardynała-archiprezbitera bazyliki laterańskiej. 16 marca 1885 otrzymał godność protonotariusza apostolskiego.
W czerwcu 1896 został mianowany arcybiskupem, ze stolicą tytularną Sebaście. Sakry biskupiej udzielił mu 29 czerwca 1896 w Rzymie kardynał Lucido Maria Parocchi. W lipcu tegoż roku Taliani objął nuncjaturę w Austrii. Misję dyplomatyczną zakończył w 1903. 22 czerwca 1903, na ostatnim konsystorzu Leona XIII, wyniesiony został do godności kardynalskiej; tytularny kościół kardynalski (bazylikę św. Bernarda przy termach) objął już za kolejnego papieża Piusa X 12 listopada 1903. Uczestniczył w wyborze Piusa X na konklawe 1903.
Zmarł 24 sierpnia 1907 w rodzinnym Montegallo, pochowany został na cmentarzu w Ascoli.